# Rio Trancoso
O rio Trancoso é um rio internacional que nasce na Portelinha (Castro Laboreiro) e desagua no rio Minho.. Grande parte do seus 13,6 km de  percurso define a fronteira entre Portugal e Espanha. O rio e a região envolvente farão parte de um futuro "Reserva Natural Fluvial Internacional".